# De historia stirpium commentarii insignes
De historia stirpium commentarii insignes (tradução do latim Comentários notáveis sobre a história das plantas) é um livro sobre plantas de Leonhart Fuchs que foi um médico alemão e uma das três figuras consideradas como patriarcas da botânica.

## Descrição

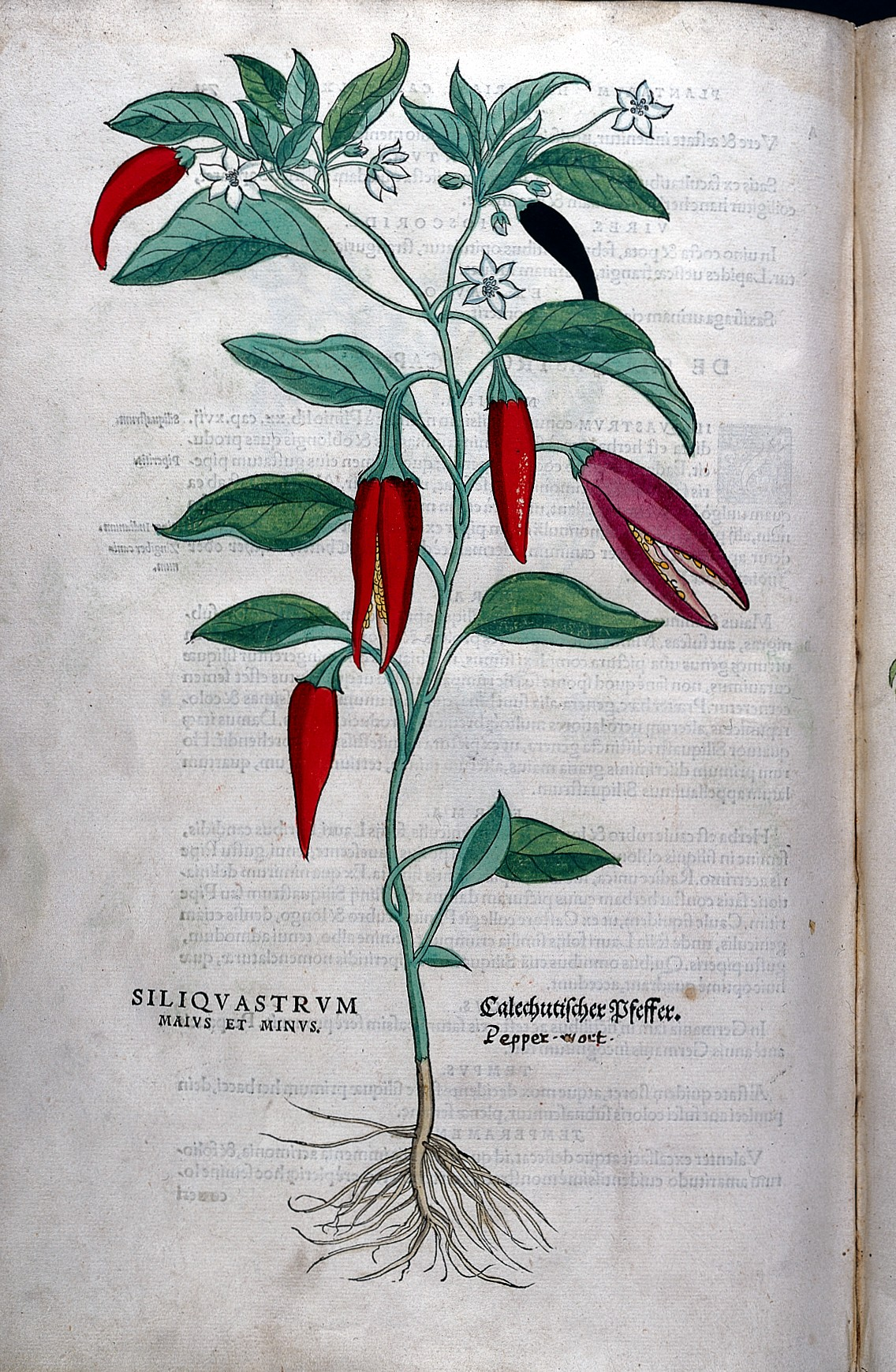
Ilustração do livro,
Capsicum annuum (Pimenta indiana Breyter).

O livro foi publicado em 1542 na Basileia, inicialmente em latim e grego e e na sequência traduzido para o alemão . Durante a vida de Fuchs, o livro passou por 39 impressões em holandês, francês, alemão, latim e espanhol e 20 anos após sua morte foi traduzida para o inglês.
O herbal contém os nomes e descrições das plantas e é fartamente ilustrado com xilogravuras. O trabalho abrange cerca de 497 plantas e mais de 500 ilustrações. Mais de 100 das plantas do livro foram descritas pela primeira vez.
De historia stirpium commentarii insignes foi ilustrado por Albrecht Meyer (que fez os desenhos baseados nas plantas reais), Heinrich Füllmaurer (que transferiu os desenhos para blocos de madeira) e Vitus Rudolph Speckle (que cortou os blocos e imprimiu os desenhos).